# 高島 (和歌山縣)

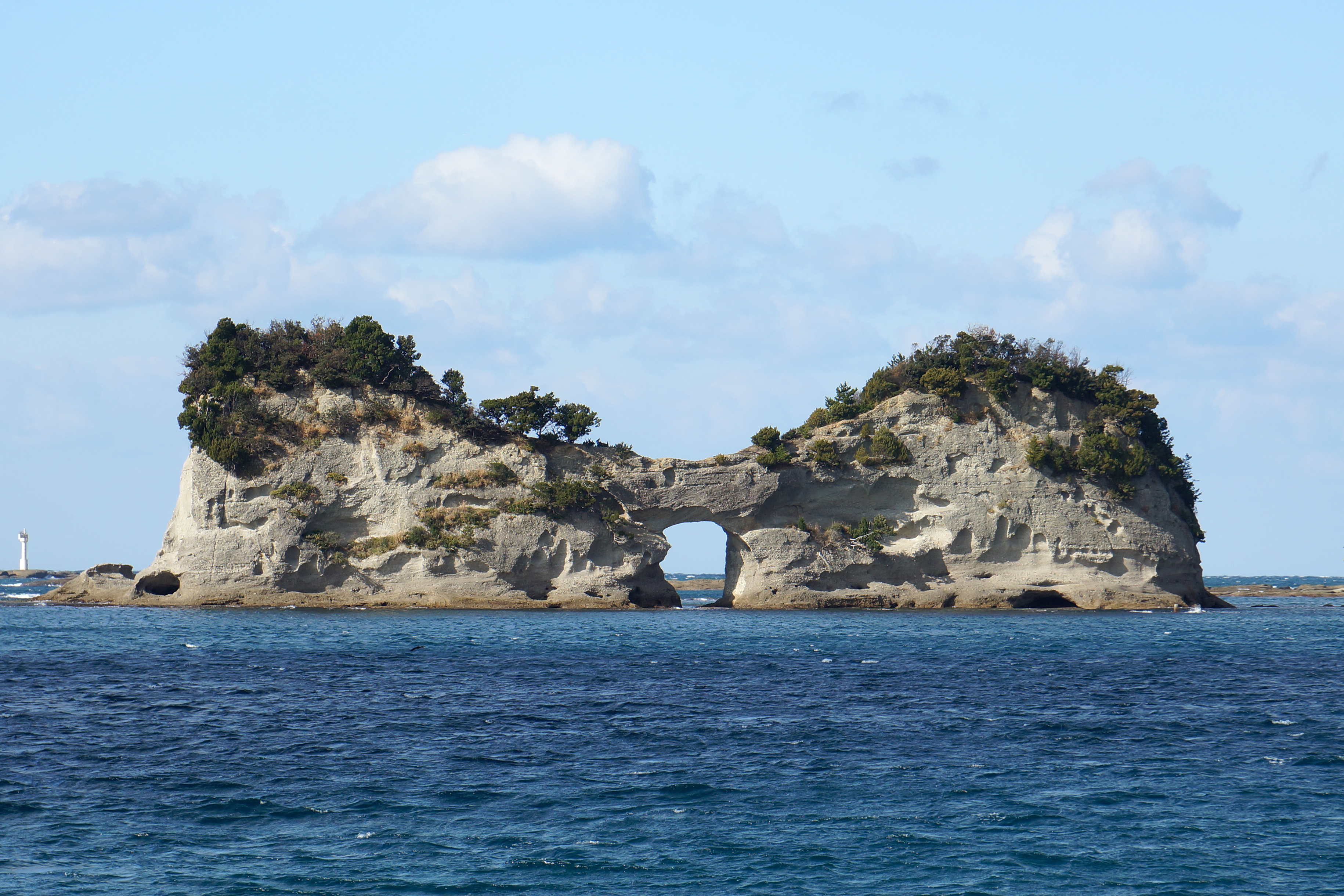
圓月島

高島（日语：高嶋，たかしま）是位於日本和歌山縣西牟婁郡白濱町臨海浦的一個島嶼，被日本政府指定為名勝。高島又稱圓月島（日语：円月島，えんげつとう），是白濱象徵之一。島南北長130米，東西寬35米，高25米。島中央有一個直徑約9米的海蝕洞，這也是島嶼的名稱由來。2014年，當地政府對海蝕洞進行了加固。